# Moringhem
Moringhem é uma comuna francesa na região administrativa de Altos da França, no departamento de Pas-de-Calais. Estende-se por uma área de 9,98 km². Em 2010 a comuna tinha 569 habitantes (densidade: 57 hab./km²).